# Gelasinospora foveaconica
Gelasinospora foveaconica är en svampart som beskrevs av Cailleux 1972. Gelasinospora foveaconica ingår i släktet Gelasinospora och familjen Sordariaceae.   Inga underarter finns listade i Catalogue of Life.